# Салха
Салха (Салеха др.-евр. סלכה‬) — библейский город, основанный рефаимами, на восточной границе царства Васан (Втор. 3:10; Нав. 12:5; 13:11). Согласно Второзаконию, после взятия города иудеями и истребления всех его жителей, включая женщин и детей, город принадлежал жившей в Заиорданье половине колена Манассии (в 1Хрон. 5:11 он причислен к уделу колена Гад).
Отождествляется с друзским поселением Цалхад (ивр. צַלְחַד‎ на юге Сирии (Эс-Сувайда), Salchad или Sarchad к югу от Гауранского хребта).